# خزانه طعم
خزانه طعم (انگلیسی: Ark of Taste) یک کاتالوگ بین‌المللی از غذاهای سنتی در خطر انقراض است که توسط جنبش جهانی غذای آهسته تهیه و نگهداری می‌شود. خزانه طعم برای حفظ غذاهای در معرض خطر که به‌طور پایدار تولید می‌شوند، از نظر مزه منحصر به فرد بوده و بخشی از یک بوم‌ناحیه متمایز هستند، طراحی شده است. برخلاف تعریف خشک و بی‌روح حفاظت از گیاهان و جانوران، خزانه طعم با تشویق فعالانه کشت و مصرف خوردنی‌ها، سعی در حفظ خوراکی‌ها دارد. با انجام این کار، جنبش غذای آهسته امیدوار است رشد و خوردن غذاهایی را که پایدار هستند و تنوع زیستی را در زنجیره غذایی انسان حفظ می‌کنند، ترویج کند.
تصمیم بر آن بوده که این فهرست شامل غذاهایی باشد که کمیاب هستند و «از نظر فرهنگی یا تاریخی به یک منطقه خاص، محل، قومیت یا شیوه تولید سنتی، مرتبط باشند». اینکه کدام غذاها با این معیارها مطابقت دارند توسط کمیته داوری متشکل از اعضای سازمان غیرانتفاعی غذای آهسته تصمیم‌گیری می‌شود. همه نامزدها از طریق یک فرایند نامزدی رسمی که شامل چشیدن مزه‌ها و شناسایی تولیدکنندگان در منطقه است، انتخاب می‌شوند.
از زمان راه‌اندازی پروژهٔ خزانه طعم در سال ۱۹۹۶ میلادی، ۵۳۱۲ محصول (تا سپتامبر ۲۰۲۱) از بیش از ۱۳۰ کشور جهان در گنجانده شده است و روزانه این عدد در حال رشد است. این فهرست نه تنها شامل غذاهای آماده و محصولات غذایی، بلکه بسیاری از نژادهای دامی و همچنین ارقام سبزیجات و میوه است. همه غذاهای موجود در کاتالوگ با فهرستی از منابع برای آنهایی که مایل به کاشت آنها یا تهیه و خریدشان هستند، همراه است.